# Дювик, Кай
Кай Дю́вик (норв. Kai Dyvik) — норвежский кёрлингист.
В составе мужской сборной Норвегии участник чемпионата мира 1969 (заняли восьмое место). Чемпион Норвегии среди мужчин.
Играл на позиции третьего.
Его команда, которая выступала на чемпионате мира 1969, играла в постоянном составе с 1960.

## Достижения
- Чемпионат Норвегии по кёрлингу среди мужчин: золото (1969).

## Команды
| Сезон   | Четвёртый        | Третий           | Второй                    | Первый    | Турниры                      |
| ------- | ---------------- | ---------------- | ------------------------- | --------- | ---------------------------- |
| 1968—69 | Эрик Гюленхаммар | Сверре Микельсен | Нильс Антон Риисе-Ханссен | Кай Дювик | ЧНМ 1969 · ЧМ 1969 (8 место) |

(скипы выделены полужирным шрифтом)